# بخش اوسله
بخش اوسله (به سوئدی: Åsele kommun) یک ناحیه شهری در سوئد است که در شهرستان وستربوتن واقع شده‌است.